# بين مونك
بين مونك (بالإنجليزية: Ben Munk)‏ هو مهندس كهربائي أمريكي، ولد في 3 ديسمبر 1929، وتوفي في 13 مارس 2009.